# The Tournament
Pour plus de détails, voir Fiche technique et Distribution.
The Tournament ou Le tournoi de la mort au Québec, est un film britannico-américano-bahreïni réalisé par Scott Mann, sorti en 2009.

## Synopsis
Tous les sept ans, 30 assassins parmi les plus dangereux du monde s'affrontent dans l'espoir d'obtenir un exorbitant prix en argent. Il n'y a qu'une seule règle : "tuer ou être tué". Alors que des fortunés sans scrupules suivent les affrontements sur une chaîne de télé privée, une ville est envahie par ces assassins brutaux, tous assoiffés de victoire : le meilleur tueur gagnera.

## Fiche technique
- Titre : The Tournament
- Titre québécois : Le tournoi de la mort
- Réalisation : Scott Mann
- Scénario : Gary Young, Jonathan Frank, Nick Rowntree
- Musique : Laura Karpman
- Photographie : Emil Topuzov
- Montage : Robert Hall
- Production : Keith Bell, Gina Fegan & Glenn M. Stewart
- Société de production : Mann Made Films
- Société de distribution : GEM Entertainment
- Pays de production :  Royaume-Uni,  États-Unis,  Bahreïn
- Langue : Anglais
- Format : Couleur - 1.85:1
- Genre : Action
- Durée : 91 min

## Distribution
- Robert Carlyle (VF : Bruno Choël ; VQ : Sébastien Dhavernas) : Père Joseph MacAvoy
- Kelly Hu (VF : Charlotte Daniel ; VQ : Isabelle Leyrolles) : Lai Lai Zen
- Ving Rhames (VF : Bruno Dubernat ; VQ : Manuel Tadros) : Joshua Harlow
- Liam Cunningham (VF : Nicolas Marié) : Powers
- Andy Nyman (VF : Xavier Fagnon ; VQ : Yves Soutière) : Eddie
- Iddo Goldberg (VF : Nessym Guetat ; VQ : Nicholas Savard L'Herbier) : Rob
- Ian Somerhalder (VF : Ludovic Baugin ; VQ : Patrice Dubois) : Miles Slade
- Sebastien Foucan : Anton Bogart
- Scott Adkins (VF : Jean-Luc Atlan) : Yuri Petrov
- John Lynch (VF : Emmanuel Karsen) : Gene Walker
- Craig Conway : Steve Tomko
- Camilla Power (VF : Christèle Billault) : l'assistante de Powers
- Nick Rowntree : Eddy Cusack
- Rachel Grant : Lina Sophia
- Bill Fellows (VQ : Jacques Lavallée) : Pete Evans
- J. J. Perry : Montoya